# شلمین
شلمین (به آلمانی: Schlemmin) یک شهر در آلمان است که در Ribnitz-Damgarten واقع شده‌است. شلمین ۳۱۶ نفر جمعیت دارد.